# Bad (film)
Bad is een Nederlandse film waar Theo van Gogh aan werkte toen hij in 2004 werd vermoord. De film werd daardoor nooit voltooid. Het scenario van de film was geschreven door Gérard van Kalmthout en romanschrijver Ronald Giphart, voor wie het een scenariodebuut was. Het plan was de film in het najaar van 2005 in première te laten gaan.
De plot van de roadmovie Bad zou gaan over een lesbisch stel dat per auto over de Nederlandse snelwegen reist op zoek naar geluk. Onderweg zouden ze dan talloze rare personages ontmoeten. Voor de hoofdrollen waren Katja Schuurman en Tara Elders gevraagd. Ook Thijs Romer zou een rol spelen. De opnames zouden in januari 2005 beginnen.